# Alessandro D'Ancona
Alessandro D'Ancona (Pisa, 20 febbraio 1835 – Firenze, 8 novembre 1914) è stato uno storico della letteratura, filologo, giornalista e politico italiano.
È ricordato per essere stato uno dei massimi esponenti della "scuola storica", che affrontava lo studio della letteratura e degli autori da un punto di vista storico e filologico.

## Biografia
Nato da ricca famiglia di religione ebraica, era uno dei nove figli di Giuseppe D'Ancona ed Ester Della Ripa, compì i suoi studi a Firenze; all'età di diciotto anni pubblicò il suo primo saggio sulla vita e le opere di Tommaso Campanella. Uno dei suoi fratelli era il pittore Vito D'Ancona.
Nel 1855 andò a Torino, nominalmente per studiare giurisprudenza, ma in realtà per agire da intermediario tra i liberali toscani e Cavour; era intimo amico di Luigi Carlo Farini e rappresentò la Toscana nella Società Nazionale. Alla caduta dei Lorena, il 27 aprile 1859, con il plebiscito che sancì l'annessione della Toscana al Piemonte, tornò a Firenze, dove fu direttore dell'appena fondato quotidiano La Nazione, portavoce del Ricasoli, fino al 1860.
Da quell'anno fu infatti docente di letteratura italiana all'Università di Pisa, fino al 1900.
Diede avvio con Adolfo Bartoli, docente a Firenze, all'applicazione del metodo storico nelle ricerche letterarie italiane.
Appassionato e profondo cultore delle tradizioni popolari, D'Ancona seppe portare in questi studi la sua esperienza di filologo e la sua competenza di letterato. Egli fu il primo studioso a riconoscere le origini del canto popolare italiano in Sicilia, e il suo successivo affermarsi in Toscana.
A D'Ancona, inoltre, si deve la riscoperta di Cecco Angiolieri con un importante quanto ormai superato saggio pubblicato su "Nuova Antologia" nel gennaio 1874.
Nel 1891 divenne socio nazionale dell'Accademia dei Lincei, e due anni dopo fondò la Rassegna bibliografica della letteratura italiana.
Nel 1904 fu nominato senatore del Regno.
Fu infine sindaco di Pisa nel periodo 1906–1907.
Fra i suoi allievi si ricordano Giuseppe Mazzatinti, Francesco Novati, Pio Rajna, Michele Barbi, Ireneo Sanesi, Francesco D'Ovidio, Giovanni Gentile, Fedele Romani, Francesco Carlo Pellegrini.

## Commemorazione

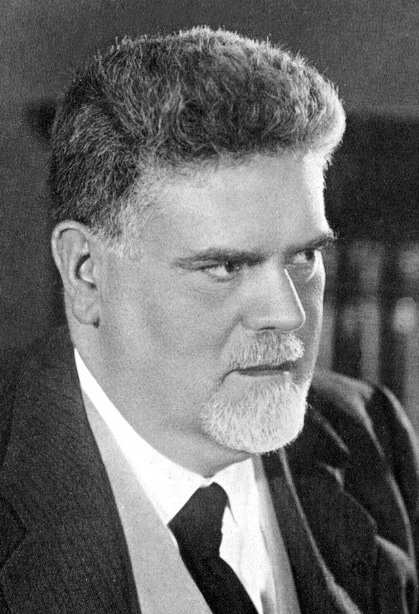
Giovanni Gentile, allievo di D'Ancona

Il nome di D'Ancona ritornò alla ribalta durante la seconda guerra mondiale quando il filosofo Giovanni Gentile all'Università di Pisa, commemorando un collega, rese omaggio al loro comune maestro che era ebreo:
(Giovanni Gentile, nell'orazione pubblica tenuta nell'università di Pisa)
La coraggiosa presa di posizione di Gentile non mancò in regime di discriminazione razziale di sollevare interesse e curiosità, come nel caso di Gaetano de Sanctis che scrisse: «Di fronte alla campagna antisemita egli, con coraggio non frequente a quei tempi, celebrò pubblicamente il suo maestro nell'ateneo pisano, Alessandro D'Ancona; privatamente, continuò ad adoperarsi, come sempre, a impedire o attenuare persecuzioni e condanne».

## Scritti
Tra le sue opere si ricordano:
- Opere di Tommaso Campanella, 2 voll., Torino 1854
- Sacre rappresentazioni dei secoli XIV, XV, e XVI, 3 voll. Firenze 1872
- Origini del teatro in Italia, 2 voll., Firenze 1877
- La poesia popolare italiana, Livorno, 1878[9] (opera per la quale ebbe a tenere una corrispondenza con Francis James Child)
- Scipione Piattoli e la Polonia, con un'appendice di documenti, Firenze, Barbèra, 1915

Oltre a questo, Alessandro D'Ancona scrisse diversi volumi di studi critici di letteratura, poesia, teatro, saggi sul Settecento e il Risorgimento, edizioni delle opere di Dante e altri autori italiani:
- Memorie e documenti di storia italiana dei secoli XVIII e XIX, ed. Sansoni 1913
- La poesia popolare italiana, ed. Giusti 1906
- Manuale della letteratura italiana (con Orazio Bacci), 6 voll., ed. Barbera 1895
- Studi di critica e storia letteraria, 2ª edizione, Zanichelli, Bologna 1912 (1ª ed. 1880)

D'Ancona è da ricordare anche come uno dei più importanti casanovisti di prima generazione. Pur mantenendo un atteggiamento assai critico, dal punto di vista morale, sul carattere e il comportamento dell'avventuriero veneziano, approfondì notevolmente e con grande serietà lo studio della sua biografia. Le due opere più note a questo riguardo sono:
- Viaggiatori e avventurieri, ed. Sansoni (1912) ristampa 1974 (prefazione di Ettore Bonora)
- Casanoviana, ed. Crescenzi Allendorf (1912)